# Konfliktmoderation
Konfliktmoderation ist ein eigenständiges Konzept der Mediation, im Sinne der „Vermittlung im Konflikt“, das den Ansatz der Businessmoderation und die Methode Klärungshilfe, sowie den Ansatz der systemischen Beratung für die Konfliktklärung in Organisationen nutzt. Der Konfliktmoderator versteht sich keiner der von den widerstreitenden Parteien angestrebten Vereinbarungen verpflichtet. Ziel ist eine Beziehungs- und Konfliktklärung zwischen den Beteiligten als Basis für die nach der Konfliktmoderation zu findenden Lösungsansätze und Vereinbarungen.

## Abgrenzung zu anderen Verfahren der Konfliktbearbeitung
Konfliktmoderation ist ein Ansatz zur Klärung von Konflikten im betrieblichen oder organisationalen Kontext. Dabei werden sowohl Konflikte zwischen zwei Personen, etwa im Kontext der Mitarbeiterführung als auch Teamkonflikte bearbeitet. Unterschieden werden dabei, in Anlehnung an die Arbeiten von Gregory Bateson, Konflikte in einer symmetrischen Beziehung und Konflikte in einer komplementären Beziehung. Also etwa Konflikte zwischen gleichberechtigten Geschäftsführern oder Mitarbeitern und Konflikte zwischen einer Führungskraft und einem Mitarbeiter oder einem Projektleiter und seinem Projektteam.
Für Konfliktmoderation gelten folgende Grundsätze:
- Konfliktmoderation ist eine ziel- und zweckdienliche Dienstleistung für die ratsuchenden Parteien. Die Teilnahme ist möglichst freiwillig, kann aber im Rahmen unselbständiger, abhängiger Tätigkeit als Arbeitnehmer verpflichtend sein.
- Die Arbeit wird – in Abgrenzung zur „klassischen“ Mediation – nicht nach dem Harvard-Modell strukturiert, sondern nach dem Moderationszyklus.
- Absicht der Konfliktmoderation ist die Klärung von psychischen „Verletzungen“, es geht um psychische „Kratzer, Narben und Wunden“.
- Ziel ist die Klärung des Konfliktes, Ziel ist nicht eine (schriftliche) Vereinbarung. Vereinbarungen sind „erwünschte Abfallprodukte“ des Klärungsprozesses, keine Erfolgsbedingung.
- Die Beteiligten einigen sich selbst, kein Stellvertreter, kein Vorgesetzter, kein Schlichter, kein Richter trifft Entscheidungen für (oder in Bezug auf) die Betroffenen.

## Geschichte und theoretischer Hintergrund
Die Konfliktmoderation in der heutigen Form wurde von dem deutschen Pädagogen und Moderationsexperten Josef W. Seifert auf Basis der Businessmoderation entwickelt. Der Ursprung liegt in den 1980er Jahren, als sowohl die Klärungshilfe als auch der Moderationszyklus als Meta-Strukturmodell für Moderation entstanden. Die Verbindung beider Konzepte mit den theoretischen Grundlagen und praktischen Methoden systemischer Organisationsberatung begründete die moderne Konfliktmoderation.
Systemisches Denken und Arbeiten bedeutet im „Beratungsbereich Konfliktmoderation“, dass man Organisationen und Organisationseinheiten, Arbeitsteams und Projektgruppen als soziale Systeme betrachtet, also als etwas Ganzes, das aus Elementen besteht, die miteinander in Beziehung stehen. Der Fokus liegt dabei auf den Wechselwirkungen (Beziehungen) zwischen den Elementen, nicht auf den inhärenten Eigenschaften der Elemente an sich. Dabei geht es nicht um die „harte Realität“, wie sie eine Expertise abbilden würde, sondern um die Bearbeitung der „weichen Realität“ der Kommunikationsphänomene zwischen Menschen.

## Methode
Die Konfliktmoderation nutzt als Strukturmodell die Sechs Schritte des klassischen Moderationszyklus mit den Prozessphasen „Einsteigen“, „Sammeln“, „Auswählen“, „Bearbeiten“, „Planen“ und „Abschließen“.
- Schritt 1: Beim „Einsteigen“ geht es darum, den organisatorischen Rahmen zu klären und den emotionalen Einstieg in die Konfliktbearbeitung zu finden.
- Schritt 2: Das „Sammeln“ dient dem Kennenlernen der individuellen Sichtweisen (Wirklichkeitskonstruktionen) der Beteiligten, bezogen auf die aktuelle, als unbefriedigend erlebte Situation. Ziel dieser zweiten Prozessphase ist es, einen Überblick über die zu bearbeitenden Themen zu haben.
- Schritt 3: Beim „Auswählen“ wählt der Konfliktmoderator das Thema aus, das als Erstes bearbeitet werden soll. Hier wird in der Konfliktmoderation, im Gegensatz zur Mediation nach dem Harvard-Modell, bewusst auf „quick wins“ verzichtet und das Thema gewählt, das das größte Konfliktpotential birgt, da Lösungen in der Sache als logische Folge geklärter Beziehungen angesehen werden.
- Schritt 4: Das „Bearbeiten“ ist die zentrale Prozessphase, da hier die Themen in einem „entschleunigten Dialog“ bearbeitet werden. Ziel ist neben einem Perspektivenwechsel die „Heilung von Beziehungsstrukturen“.
- Schritt 5: „Planen“ bedeutet in der Konfliktmoderation das nochmalige „Abklopfen“ der bearbeiteten Themen auf gegebenenfalls erforderlich oder gewünschte (schriftliche) Vereinbarungen. Es werden jedoch nicht, wie in der klassischen Mediation angestrebt, rechtlich verbindliche Abreden, sondern Vereinbarungen auf Vertrauensbasis getroffen. Eine Vereinbarung könnte allerdings sein, im Nachgang rechtlich bindende Vereinbarungen anzustreben.
- Schritt 6: Beim „Abschließen“ wird der gemeinsame Prozess reflektiert und bewertet, die Sitzung abgeschlossen.

Konfliktmoderation ist insbesondere durch die explizite Strukturiertheit des Klärungsprozesses und die bewusst nicht neutrale, sondern allparteiliche Haltung des Moderators von anderen Ansätzen der Mediation abgegrenzt. Allparteilichkeit bedeutet hierbei, dass der Moderator im Verlauf der Konfliktklärung immer dann – für eine kurze Zeit – die Seite einer Partei ergreift, wenn er dies für erforderlich hält und es der Konfliktlösung dient. Konfliktmoderation nutzt dazu das „Doubeln“, das der Kommunikationstechnik des „Doppelns“ aus dem Psychodrama nach Moreno entlehnt ist. Die Konfliktmoderation betrachtet „schwierige“ Gefühle, wie Wut oder Resignation, als „Scheinriesen“, die umso kleiner werden, je mehr man sich ihnen nähert. Du-Botschaften müssen nicht zu Ich-Botschaften „geschönt“ werden, damit sie gesagt werden dürfen. Themen müssen nicht „versachlicht“ werden, um bearbeitet werden zu können. Ein zentraler Grundsatz der Konfliktmoderation lautet daher: Offenheit muss aufrichtig sein, nicht „schön“!